# Titidius albifrons
Titidius albifrons es una especie de araña del género Titidius, familia Thomisidae.

## Distribución
Esta especie se encuentra en Brasil.

## Taxonomía
Fue descrita por Mello-Leitão en 1929.
Tratamiento taxonómico
La especie aparece registrada y publicada en Aphantochilidas e Thomisidas do Brasil. Arquivos do Museu Nacional do Rio de Janeiro 31: 9–359.